# Angelo Caria
Angelo Caria, conosciuto anche come Anghelu Caria (Nuoro, 19 maggio 1947 – Nuoro, 24 febbraio 1996), è stato un politico, poeta e scrittore italiano, indipendentista sardo di orientamento marxista
fondatore e figura di spicco del partito indipendentista Sardigna Natzione.

## Biografia
Nasce a Nùoro, in Sardegna, ma vive la sua infanzia ed inizia la sua carriera politica nel 1968 a Roma, dove studia all'Università La Sapienza e fonda con altri l'organizzazione studentesca Stella rossa, lavorando attivamente nell'omonimo giornale. 
Negli anni 1970, laureatosi, ha modo di tornare in Sardegna e fare l'insegnante prima a Siniscola, poi nella città natale. Da sempre sensibile ai problemi dell'isola ed interessatosi ai fermenti politici indipendentisti che la attraversavano, si dedica allo studio della "questione nazionale sarda", analizzando il rapporto Italia - Sardegna definito di stampo coloniale; fonda il quotidiano marxista e anticolonialista Su Populu Sardu, da cui nascerà un movimento omonimo nel 1973.
Nel 1982, dopo lo scioglimento di Su Populu Sardu per il confluire di parte della dirigenza nel Partito Sardo d'Azione, insieme ad altri ex militanti quali Bustianu Cumpostu, Serafino Sale, Sandro Murgia, Franco Carta, Rafael Caria (attivista culturale algherese e rappresentante del gruppo Sardenya i Llibertat), fonda Sardigna e Libertade, che assume nel 1984 il nome di Partitu Sardu Indipendentista, politicamente impegnato in battaglie come quella per l'ufficializzazione della lingua sarda e la questione della "vertenza entrate", contro la militarizzazione del territorio, la cementificazione delle coste e il passaggio delle petroliere nelle bocche di Bonifacio. Nel 1984 il partito assume il nome di Partitu Sardu Indipendentista e dieci anni dopo, unendosi ad altri movimenti politici indipendentisti sardi, nasce Sardigna Natzione.
Nell'ultimo periodo della sua vita, elaborò il progetto della "Casa comune dei sardi", che puntava all'unione in un fronte comune di tutti i gruppi indipendentisti.